# Phlyctodesmus myrmecophor
Phlyctodesmus myrmecophor är en mångfotingart som beskrevs av Chamberlin 1920. Phlyctodesmus myrmecophor ingår i släktet Phlyctodesmus, ordningen banddubbelfotingar, klassen dubbelfotingar, fylumet leddjur och riket djur. Inga underarter finns listade i Catalogue of Life.